# Oleg Borisow
Oleg Iwanowicz Borisow (ros. Оле́г Ива́нович Бори́сов; ur. 8 listopada 1929, zm. 28 kwietnia 1994) – radziecki aktor filmowy i teatralny. Brat Lwa Borisowa.
Absolwent Studium Teatralnego przy MCHAT. Przez wiele lat występował na scenach Kijowa. Aktor leningradzkiego BDT. Pochowany na Cmentarzu Nowodziewiczym w Moskwie.

## Wybrana filmografia
- 1950: Światła w oknach
- 1958: Dzisiaj przepustki nie będzie jako kapitan Galicz
- 1960: Bałtyckie niebo jako Tatarienko
- 1962: Haszek i jego Szwejk
- 1965: Proszę o książkę zażaleń
- 1971: Próba wierności
- 1982: Wyspa skarbów jako John Silver
- 1985: Atkins jako Atkins
- 1990: Edinstwenijat swideteł jako świadek

## Nagrody
Za rolę w filmie Jedyny świadek (1990) został uhonorowany Pucharem Volpiego dla najlepszego aktora na 47. MFF w Wenecji.